# Пиер Рапса
Пиер Рапса (на френски: Pierre Rapsat) е белгийски поп певец, китарист и автор на песни.
Той е роден на 28 май 1948 година в Иксел в семейството на фламандец и испанка, но израства във Вервие. Започва да се занимава с музика през 1960-те години, като получава по-широка известност с участието си в конкурса „Евровизия“ през 1976 година.
Пиер Рапса умира на 20 април 2002 година във Вервие.